# Ludkovice
Ludkovice (deutsch Ludkowitz, früher Lutkowitz) ist eine Gemeinde in Tschechien. Sie liegt drei Kilometer nordwestlich von Luhačovice und gehört zum Okres Zlín.

## Geographie
Ludkovice befindet sich im Südwesten des Wisowitzer Berglandes. Das Dorf liegt unterhalb der Einmündung des Baches Březůvecký potok im Tal des Ludkovický potok. Nördlich erheben sich der Oberský (483 m) und Čertův kámen (542 m), im Nordosten die Brda (600 m), Baba (635 m), Komonec (672 m) und Větrník (432 m), östlich die Obora (386 m), im Südwesten der Kopec (337 m), westlich der Za Dvorem (410 m) sowie im Nordwesten der Kamenec (394 m) und die Kamenná (483 m). Am nördlichen Ortsausgang befindet sich die Talsperre Ludkovice.
Nachbarorte sind Březůvky, Ve Stráních, Na Lysé und Pradlisko im Norden, Řetechov und Pozlovice im Nordosten, Niva und Pražská čtvrť im Osten, Luhačovice im Südosten, Horní Dvůr und Biskupice im Süden, Dobrkovice im Südwesten, Kaňovice und Velký Ořechov im Westen sowie Hřivínův Újezd, Krasnovy und Doubravy im Nordwesten.

## Geschichte
Die erste schriftliche Erwähnung über Lytkowicze weist das Dorf 1412 als Teil der Eliška Světlovská von Sternberg gehörigen Herrschaft Světlov aus. 1437 wurde der Ort als Litkowicz bezeichnet. In den Machtkämpfen zwischen Georg von Podiebrad und Matthias Corvinus wurden die Burgen Světlov und Engelsberg zerstört. Als neuen Sitz der Herrschaft ließ Ctibor von Landstein, der das Prädikat „von Morawan“ (z Moravan) führte, zwischen 1480 und 1500 bei Bojkovice die Burg Nový Světlov errichten. Ab 1498 fand die Namensform Lidkovicze Verwendung. 1563 überschrieb Kateřina von Vlčnov die Herrschaft ihrem Neffen Friedrich Tettauer von Tettau. Nach dessen Tode erbte 1577 sein Bruder Burian den gesamten Besitz, darunter auch Ludkowicz. Dieser, wie auch seine Söhne Wenzel und Wilhelm, verschuldeten ihren aus den Herrschaften Světlov und Sehradice bestehenden Besitz zunehmend. Im Jahre 1580 wurde das Dorf Lydkowitz und Lydkowicz genannt. 1592 kaufte Veit Bardodejsky von Bardodej Lydkowitz von Wenzel Tettauer und schlug das Dorf seiner Herrschaft Luhačovice zu. 1629 erwarben die Grafen Serényi die Herrschaft. Im Jahre 1633 wurde das Dorf von den Türken heimgesucht, 1663 fielen erneut die Türken in Ludkovice ein und metzelten 45 Einwohner nieder. Als weitere Schreibweisen des Ortsnamens sind Lytkowicz (1670), Lykowitz (1718), Lytkowitz (1720) und Ludkowitz (1751) überliefert. Das älteste Ortssiegel zeigt ein Herz und trägt die Umschrift Obeczni peczet diediny Lutzkowice. 1824 wurde in Ludkovice eine Dorfschule eingerichtet, zuvor fand der Unterricht in Pozlovice statt. Nach dem Brand von 1845 wurde das Schulhaus neu aufgebaut. Bis zur Mitte des 19. Jahrhunderts blieb Ludkowice / Ludkowitz der Herrschaft Luhačovice untertänig.
Nach der Aufhebung der Patrimonialherrschaften bildete Ludkowice ab 1850 eine Gemeinde in der Bezirkshauptmannschaft und dem Gerichtsbezirk Uherský Brod. Ab 1872 wurde der Ort als Ludkovice und 1881 als Lidkovice bezeichnet. Im Jahre 1910 wurde ein neues Schulhaus eingeweiht. Ab 1960 gehörte die Gemeinde zum Okres Gottwaldov, der nach der politischen Wende seit 1990 wieder den Namen Okres Zlín trägt. Zu Beginn des Jahres 1980 wurde Pradlisko von Luhačovice nach Ludkovice umgemeindet.

## Ortsgliederung
Die Gemeinde Ludkovice besteht aus den Ortsteilen Ludkovice und Pradlisko, den Ansiedlungen Na Lysé und Ve Stráních sowie den Einschichten Pod Oberským, Ve Slatinách, Pod Strání und Ve Žlébku.

## Sehenswürdigkeiten
- Betsäule am Haus Nr. 112, errichtet 1692
- Betsäule am Straßenkreuz nordöstlich des Ortes, errichtet 1719. Sie wurde im Zuge des Straßenbaus im 10 m an die Straße nach Luhačovice versetzt. Mit dem Platz ist eine Legende über einen Ritter ohne Kopf verbunden, welcher zu mitternächtlicher Stunde zum Marienbild „Na Jankovém“ reitet.
- Steinernes Kreuz am Dorfplatz, geschaffen 1761
- Kapelle
- Trinkwassertalsperre Ludkovice